# Stanley Donen

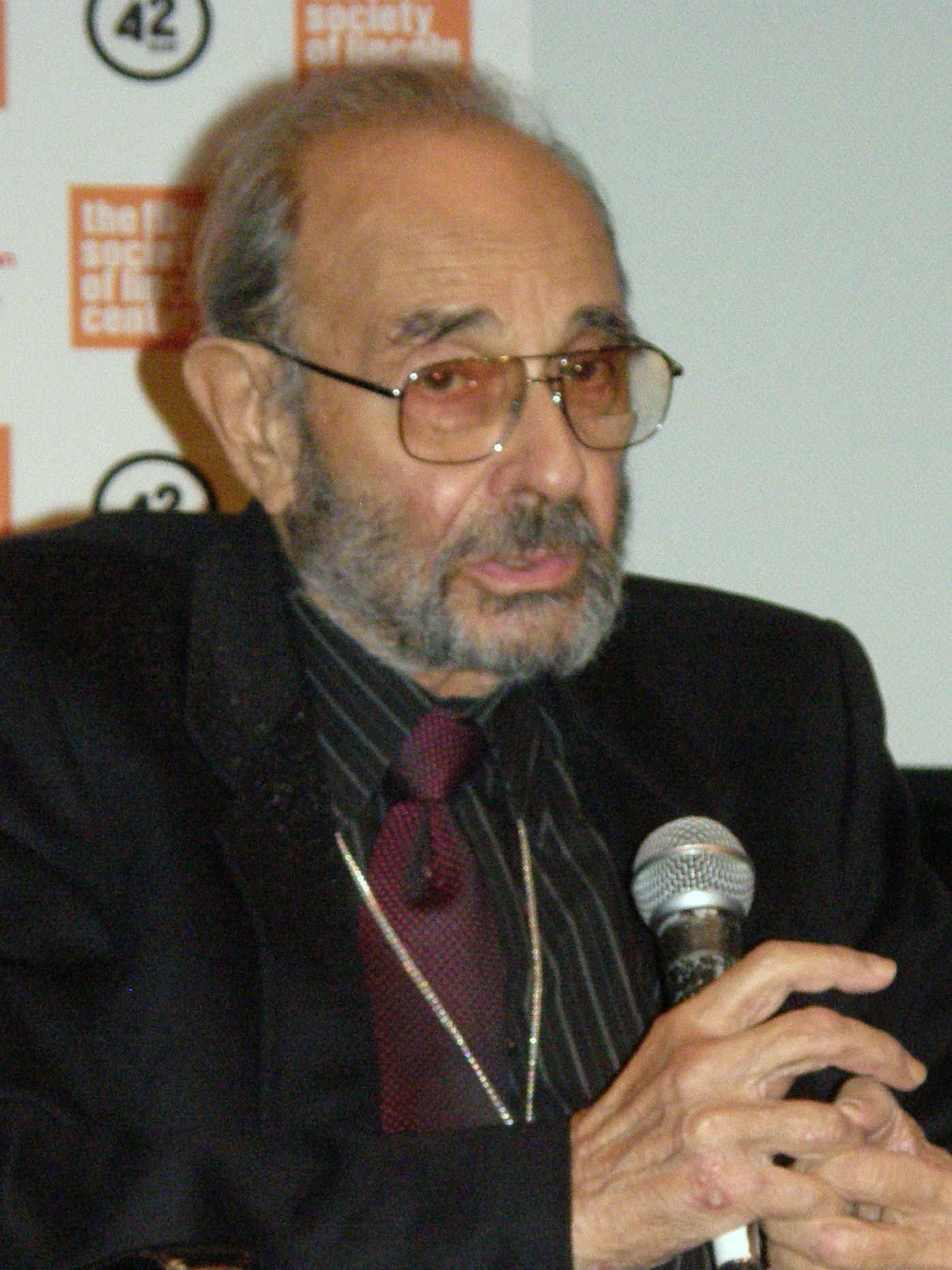
Stanley Donen, 2010

Stanley Donen (* 13. April 1924 in Columbia, South Carolina; † 21. Februar 2019 in Manhattan, New York) war ein US-amerikanischer Regisseur und Choreograf. Er gilt als einer der wichtigsten Regisseure in der Geschichte des Musicalfilms und drehte Filmklassiker wie Singin’ in the Rain (1952) und Charade (1963). Für sein Lebenswerk erhielt er 1998 den Ehrenoscar sowie 2004 den Goldenen Löwen.

## Leben und Karriere
Donen bekam als Kind Tanzunterricht und gelangte nach einem abgebrochenen Psychologiestudium an der University of South Carolina als 17-Jähriger an den Broadway. Sein Broadway-Debüt hatte er 1941 im Chor des Musicals Pal Joey von Richard Rodgers und Lorenz Hart. George Abbott, der einflussreiche Bühnenregisseur von Pal Joey, wurde auf Donen aufmerksam und machte ihn zum Assistenten des Bühnenmanagers. Die Titelrolle des Joey spielte Gene Kelly, mit dem sich Donen anfreundete. 1943 erhielt er einen Vertrag bei Metro-Goldwyn-Mayer unter dem Filmproduzenten Arthur Freed, worauf er eine kleine Rolle als Kadett in dem Musical Best Foot Forward erhielt und in der Folgezeit als Choreograf für MGM arbeitete.
Da sein Vorgesetzter Arthur Freed seine Arbeiten als Choreograf schätzte, gab er ihm Ende der 1940er-Jahre die Chance, in Ko-Regie mit Gene Kelly das Musical On the Town von Leonard Bernstein zu verfilmen. Der daraus entstandene Film Heut’ gehn wir bummeln war ein Erfolg bei Kritikern und Publikum, woraufhin Donen bei MGM als Regisseur angestellt wurde und dort neben Vincente Minnelli zum wichtigsten Musicalregisseur der 1950er-Jahre wurde. 1952 drehte Donen in Ko-Regie mit Gene Kelly seinen wohl bekanntesten Film, Singin’ in the Rain, ein Filmklassiker, den viele Kritiker für eines der besten Filmmusicals und sogar einen der besten Filme aller Zeiten halten. Die letzte gemeinsame Ko-Regie von Donen mit Kelly war das Filmmusical Vorwiegend heiter, bei dessen Dreharbeiten Donens Freundschaft mit Gene Kelly endete. In den folgenden Jahrzehnten brachen zwischen Kelly und Donen, aber auch zwischen Filmhistorikern teils harte Diskussionen aus, ob und wer von den beiden größeren Anteil am Erfolg der gemeinsamen Filme hatte. Vorwiegend heiter, obwohl an den Kinokassen profitabel, führte zum Bruch Donens mit MGM und Arthur Freed, worauf er als selbständiger Regisseur arbeitete.
Durch die erfolgreichen Musicals Königliche Hochzeit (1951) mit Fred Astaire, der in einer berühmt gewordenen Szene an der Decke tanzt, und Eine Braut für sieben Brüder (1954) mit Howard Keel und Jane Powell etablierte sich Donen als eigenständiger Regisseur. 1952 drehte er mit dem Elizabeth-Taylor-Film Die süße Falle eine Filmkomödie ohne Musicalelemente. Sein erster Film ohne MGM war 1957 das für Paramount Pictures gedrehte Filmmusical Ein süßer Fratz mit Fred Astaire und Audrey Hepburn in den Hauptrollen. Ein süßer Fratz lief bei den Internationalen Filmfestspielen von Cannes im Wettbewerb um die Goldene Palme und erhielt vier Oscar-Nominierungen. Nach den Musicalfilmen Picknick im Pyjama und Damn Yankees, die er mit seinem alten Broadway-Chef George Abbott drehte, wandte sich Donen auch anderen Genres zu. Mit Cary Grant drehte er die Komödien Kiss them for Me (1957), Indiskret (1958, mit Ingrid Bergman) und Vor Hausfreunden wird gewarnt (1960, mit Deborah Kerr und Robert Mitchum). Donen und Grant gründeten die Produktionsfirma Grandon Productions, mit der sie mehrere Projekte realisierten.
Einer seiner bekanntesten Filme ist die in Paris spielende Kriminalkomödie Charade (1963) mit Grant und Audrey Hepburn, bei der Donen von Alfred Hitchcocks Filmen, insbesondere Der unsichtbare Dritte, inspiriert wurde. Charade wird oft als „der beste Hitchcock-Film, den Hitchcock nie gemacht hat“ bezeichnet und war ein großer Erfolg bei Kritikern und Publikum. Mit dem Kriminalfilm Arabeske (1966), in dem Gregory Peck und Sophia Loren die Hauptrollen spielten, drehte Donen im Jahr 1966 nochmals einen Hitchcock-ähnlichen Film. 1967 inszenierte Donen mit dem Liebesdrama Zwei auf gleichem Weg einen seiner bemerkenswertesten Filme, insbesondere wegen seiner nichtlinearen Erzählweise. Der Film war nicht sonderlich erfolgreich, erhielt aber über die Jahrzehnte mehr Anerkennung. 1969 drehte er die Komödie Unter der Treppe mit Rex Harrison und Richard Burton als schwulem Paar.
Nach 1970 und dem endgültigen Ende von Hollywoods klassischer Studioära wurde Donens Arbeit als Filmregisseur sporadischer, so drehte er 1974 eine gleichnamige Verfilmung von Der kleine Prinz und 1984 die Komödie Schuld daran ist Rio mit Michael Caine, die sein letzter Kinofilm wurde. Er arbeitete anschließend wieder als Theaterregisseur, unter anderem bei einer Bühnenversion von Die roten Schuhe, und produzierte die Oscarverleihung 1986. Er plante in den 1990er-Jahren als Regisseur eine Musicaladaption von Der seltsame Fall des Dr. Jekyll und Mr. Hyde mit Michael Jackson, die aber nach den Vorwürfen des Kindesmissbrauchs gegen Jackson auf Eis gelegt wurde. Zuletzt inszenierte Donen im Jahr 1999 den Fernsehfilm Love Letters (deutscher Titel: Hoffnungslos verliebt) nach dem gleichnamigen Stück von Albert Ramsdell Gurney.
Für seine Regiearbeiten erhielt Donen nie einen regulären Oscar. 1998 wurde ihm der Oscar für sein Lebenswerk verliehen. 2004 erhielt er bei den Filmfestspielen von Venedig den Ehrenlöwen.

## Privatleben
Stanley Donen war insgesamt fünfmal verheiratet, alle Ehen wurden geschieden. Von 1948 bis 1951 war er mit Jeanne Coyne und von 1952 bis 1959 mit Marion Marshall verheiratet, mit der er zwei Söhne hatte, Peter Donen (1953–2003) und Joshua Donen (* 1955). Von 1960 bis 1970  war er mit Adelle O’Connor Beatty, mit der einen Sohn hatte, und von 1972 bis 1985 mit Yvette Mimieux sowie von 1990 bis 1994 mit Pamela Braden verheiratet. Von 1999 bis zu seinem Tod lebte er in einer Beziehung mit der Schauspielerin und Filmemacherin Elaine May.
Donen starb am 21. Februar 2019 in Manhattan im Alter von 94 Jahren an Herzversagen. Vor seinem Tod galt er als der letzte bedeutende Regisseur aus Hollywoods „goldener Ära“.

## Filmografie (Auswahl)
- 1943: Best Food Forward (als Schauspieler)
- 1945: Urlaub in Hollywood (Anchors Aweigh) (Choreograph der Animationsszenen)
- 1946: Ball in der Botschaft (Holiday in Mexico) (Choreograph)
- 1947: Liebe auf den zweiten Blick (Living in a Big Way) (Tanz-Choreograph)
- 1947: Bezaubernde Lippen (This Time for Keeps) (Tanz-Choreograph)
- 1948: Ein Bandit zum Küssen (The Kissing Bandit) (Tanz-Choreograph)
- 1949: Heut’ gehn wir bummeln (On the Town)
- 1951: Königliche Hochzeit (Royal Wedding)
- 1952: Die süße Falle (Love Is Better Than Ever)
- 1952: Fearless Fagan
- 1952: Du sollst mein Glücksstern sein (Singin’ in the Rain)
- 1953: Eine Chance für Suzy (Give a Girl a Break)
- 1954: Eine Braut für sieben Brüder (Seven Brides for Seven Brothers)
- 1954: Tief in meinem Herzen (Deep in My Heart)
- 1955: Vorwiegend heiter (It’s Always Fair Weather)
- 1957: Ein süßer Fratz (Funny Face)
- 1957: Picknick im Pyjama (The Pajama Game)
- 1957: Kiss Them for Me
- 1958: Indiskret (Indiscreet)
- 1958: Damn Yankees
- 1960: Noch einmal mit Gefühl (Once More, with Feeling!)
- 1960: Ein Geschenk für den Boß (Surprise Package)
- 1960: Vor Hausfreunden wird gewarnt (The Grass Is Greener)
- 1963: Charade
- 1966: Arabeske (Arabesque)
- 1967: Zwei auf gleichem Weg (Two for the Road)
- 1967: Mephisto ’68 (Bedazzled)
- 1969: Unter der Treppe (Staircase)
- 1974: Der kleine Prinz (The Little Prince)
- 1975: Abenteurer auf der Lucky Lady (Lucky Lady)
- 1978: Movie Movie
- 1980: Saturn-City (Saturn 3)
- 1984: Schuld daran ist Rio (Blame It on Rio)
- 1999: Hoffnungslos verliebt (Love Letters) (Fernsehfilm)

## Auszeichnungen und Ehrungen
Directors Guild of America Award
- 1953: Nominierung für Du sollst mein Glücksstern sein
- 1954: Nominierung für Eine Braut für sieben Brüder
- 1957: Nominierung für	Ein süßer Fratz
- 1959: Nominierung für Damn Yankees!
- 1967: Nominierung für Zwei auf gleichem Weg

Weitere
- 1957: Nominierung für die Goldene Palme bei den Internationalen Filmfestspielen von Cannes für Ein süßer Fratz
- 1967: Goldene Muschel beim San Sebastián International Film Festival für Zwei auf gleichem Weg
- 1979: Nominierung für den Goldenen Bären bei den Internationalen Filmfestspielen Berlin für Movie Movie
- 1981: Nominierung für die Goldene Himbeere in der Kategorie Schlechtester Film für Saturn-City
- 1986: Nominierung für den Drama Desk Award in der Kategorie Beste Choreographie (Originalversion) für Du sollst mein Glücksstern sein
- 1989:	Ehrendoktorwürde der University of South Carolina
- 1989:	Preis der Los Angeles Film Critics Association für sein Lebenswerk
- 1995:	Billy Wilder Award des National Board of Review
- 1995:	Akira Kurosawa Award beim San Francisco International Film Festival
- 1996: Preis des Palm Springs International Film Festival für sein Lebenswerk
- 1998: Ehrenoscar für sein Lebenswerk
- 1999: Joseph-Plateau-Preis für sein Lebenswerk
- 1996: Preis des Palm Beach International Film Festival für sein Lebenswerk
- 1999: Golden Eddie der American Cinema Editors als bester Filmemacher des Jahres
- 2000:	Opus Award bei den ASCAP Film and Television Music Awards
- 2002: Board of the Governors Award der American Society of Cinematographers
- 2004: Goldener Löwe für sein Lebenswerk bei den Internationalen Filmfestspielen von Venedig